# Liste von Persönlichkeiten der Stadt Warschau
Die folgende Liste enthält in Warschau geborene sowie zeitweise dort lebende Persönlichkeiten, chronologisch aufgelistet nach dem Geburtsjahr. Die Liste erhebt keinen Anspruch auf Vollständigkeit.

## In Warschau geborene Persönlichkeiten

### Bis 1700
- Adam Jarzębski (um 1580–1649), Komponist
- Stanislaus Bornbach (1530–1597), Chronist
- Johann Albert Wasa (1612–1634), Prinz und Fürstbischof
- Karl Ferdinand Wasa (1613–1655), Prinz, Bischof, Herzog, Ratibor und Fürst
- Alexander Karl Wasa (1614–1634), Prinz von Polen und Litauen, Sohn von Sigismund III. Wasa und Constanze von Österreich
- Anna Katharina Konstanze Wasa (1619–1651), Prinzessin
- Carl Ferdinand Fabritius (1637–1673), Maler
- Jan Kazimierz Denhoff (1649–1697), Kardinal, Diplomat und Bischof
- Johann Baptist von Renard (1682–1746), kursächsischer General der Infanterie und Ritter des St. Heinrichs-Ordens
- Bartolomeo Altomonte (1694–1783), österreichischer Maler des Barock
- Konstancja Czartoryska (1695–1759), Fürstin
- August Aleksander Czartoryski (1697–1782), Militär und Aristokrat

### 18. Jahrhundert

#### 1701 bis 1750
- Anna Karolina Orzelska (1707–1769), illegitime Tochter Augusts des Starken
- Adam Burchard von Schiebell (1719–1796), kurfürstlich-sächsischer General der Kavallerie, Kommandant des Kadettencorps und Kabinettsminister
- Wilhelm von Low (1731–1816), königlich-sächsischer Generalleutnant und Minister
- Michael Kasimir Oginski (1731–1799), Fürst
- Maria Christina von Sachsen (1735–1782), Adelige
- Maria Kunigunde von Sachsen (1740–1826), Prinzessin von Polen, Litauen und Sachsen
- Kazimierz Pułaski (1745–1779), Anführer der Konföderation von Bar, General im Amerikanischen Unabhängigkeitskrieg.
- Franciszek Smuglewicz (1745–1807), Maler und Zeichner
- Izabela Czartoryska (1746–1835), Aristokratin
- Julius Wilhelm Brühl (1850–1911), Chemiker, Schöpfer der organischen Spektrochemie

#### 1751 bis 1800
- Józef Kozłowski (1757–1831), Komponist
- Christian Friedrich Karl Herzlieb (1760–1794), evangelischer Theologe, Schriftsteller und Horaz-Übersetzer
- Maria Anna Czartoryska (1768–1854), Schriftstellerin
- Joseph Du Hamel (1768–1840), russischer Senator und Gouverneur von Livland
- Adam Jerzy Czartoryski (1770–1861), Politiker
- Józef Brodowski (1772–1853), Maler
- Aleksander Orłowski (1777–1832), Maler
- Józef Sowiński (1777–1831), Offizier und Träger des Ordens Pour le Mérite
- Marie von Clausewitz (1779–1836), Ehefrau von Carl von Clausewitz
- Józef Dwernicki (1779–1857), General
- Antoni Brodowski (1784–1823), Maler des Klassizismus
- Joachim Lelewel (1786–1861), Freiheitskämpfer und Historiker
- Walerian Łukasiński (1786–1868), Offizier und politischer Aktivist
- Karl von Graefe (1787–1840), Mediziner
- Michał Marcin Mioduszewski (1787–1868), katholischer Priester und Lazarist, Sammler und Herausgeber von Kirchenliedern
- Maria Szymanowska (1789–1831), Klaviervirtuosin und Komponistin
- Zofia Branicka (1790–1879), Adlige und Kunstmäzenin
- Jan Ledóchowski (1791–1864), Politiker, Emigrant sowie Offizier
- Roman Sołtyk (1791–1843), General
- Antoni Malczewski (1793–1826), Dichter
- Ludwig Tengoborski (1793–1857), Diplomat und Nationalökonom
- Kajetan Garbiński (1796–1847), Mathematiker und Politiker
- Jan Paweł Lelewel (1796–1847), Ingenieuroffizier, Freiheitskämpfer und Architekt
- Kasimir Reichel (1797–1870), Brücken-Bauingenieur
- Johann Theodor Goldstein (1798–1871), Maler
- Klementyna Hoffmanowa (1798–1845), Schriftstellerin
- Jakub Tatarkiewicz (1798–1854), Bildhauer
- Filipina Brzezińska (1800–1886), Komponistin und Pianistin
- Józef Stefani (1800–1876), Komponist

### 19. Jahrhundert

#### 1801 bis 1850
- Bogumil Goltz (1801–1870), Schriftsteller
- Heinrich Friedrich Philipp von Bockelberg (1802–1857), preußischer Diplomat
- Christian Breslauer (1802–1882), Maler
- Leon Sapieha (1802–1878), Magnat, Unternehmer und Politiker
- Theodor Döring (1803–1878), Schauspieler
- Salomon Ettinger (1803–1856), Schriftsteller
- Romuald Hube (1803–1890), Rechtsgelehrter
- Władysław Stanisław Zamoyski (1803–1868), Adliger, General und Politiker
- Ludwik Zejszner (1803–1871), Mineraloge, Geologe und Kartograf
- Stanisław Bogusławski (1804–1870), Schriftsteller, Dichter und Schauspieler der Romantik
- Borys Halpert (1805–1861), Theaterleiter, Librettist und Musiker
- Kazimierz Władysław Wóycicki (1807–1879), Schriftsteller
- Julian Fontana (1810–1869), Pianist und Komponist
- Samuel Orgelbrand (1810–1868), Verleger
- Louis Wolowski (1810–1876), Nationalökonom
- Viktor Felix Szokalski (1811–1891), Augenarzt
- Rudolf Żelaziewicz (1811–1874), polnisch-russischer Architekt und Hochschullehrer
- Józef Ignacy Kraszewski (1812–1887), Schriftsteller
- Leopold Stanisław Kronenberg (1812–1878), Bankier und Unternehmer
- Józef Bohdan Dziekoński (1816–1855), Schriftsteller
- Edouard Wolff (1816–1880), Pianist und Komponist
- Konstantin Konstantinow (1818–1871), russischer Artillerieoffizier und Ingenieur
- Alojzy Stolpe (1818–1876), Schauspieler und Sänger
- Elisabeth Jerichau-Baumann (1819–1881), Malerin
- Leopold Otto (1819–1882), Theologe, Exponent sowie ein Kirchenliederdichter
- Narcyza Żmichowska (1819–1876), Autorin, Pädagogin und Feministin
- Pawel Petrowitsch Wjasemski (1820–1888), russischer Politiker, Diplomat, Schriftsteller und Historiker
- Mykola Hulak (1821–1899), ukrainischer Wissenschaftler, Jurist, Journalist, Übersetzer und Politiker
- Adam Prażmowski (1821–1885), Astrophysiker
- Maria Kalergis (1822–1874), Pianistin und Mäzenin
- Teofil Lenartowicz (1822–1893), Dichter
- Roman Zmorski (1822–1867), Dichter, Zeitschriftenherausgeber und Volkskundler
- Józef Simmler (1823–1868), Maler
- Felicjan Faleński (1825–1910), Schriftsteller
- Julia Hauke (1825–1895), morganatische Ehefrau von Prinz Alexander von Hessen-Darmstadt
- Apolinary Kątski (1825–1879), Violinist, Komponist und Pädagoge
- Moritz Ossipowitsch Wolff (1825–1883), Verleger und Buchhändler
- Jan Chęciński (1826–1874), Schriftsteller, Schauspieler, Regisseur des Teatr Wielki in Warschau
- Władysław Czartoryski (1828–1894), Adliger, politischer Aktivist und Kunstsammler
- Gustaw Adolf Gebethner (1831–1901), Buchhändler und Verleger
- Wojciech Gerson (1831–1901), Maler und Kunstprofessor
- Christian David Ginsburg (1831–1914), polnisch-britischer Bibelwissenschaftler
- Alexander Fjodorowitsch Hilferding (1831–1872), Slawist
- Karol Jan Henneberg (1834–1906), Unternehmer
- Jadwiga Łuszczewska (1834–1908), Schriftstellerin und Dichterin
- Władysław Szerner (1836–1915), Genre- und Pferdemaler
- Bronisław Leonard Radziszewski (1838–1914), Chemiker
- Szymon Winawer (1838–1919), Schachspieler
- Stanisław Leopold Podymowski (1839–1911), Bergbauingenieur, Metallurg und Büchersammler
- Karol Jan Szlenkier (1839–1900), Industrieller und Philanthrop
- Władysław Krajewski (1841–1901), Sportmediziner
- Zygmunt Laskowski (1841–1928), französisch-polnischer Mediziner
- Teodor Rygier (1841–1913), Bildhauer
- Carl Tausig (1841–1871), Pianist, Komponist und Musikpädagoge
- Albert Fliegner (1842–1928), Ingenieur und Hochschullehrer
- Wjatscheslaw Tenischew (1843–1903), russischer Ingenieur, Unternehmer und Mäzen
- Eduard Strasburger (1844–1912), Botaniker
- Maksymilian Gierymski (1846–1874), Maler und Zeichner
- Henryk Jarecki (1846–1918), Komponist, Dirigent und Musikpädagoge
- Johann Stanislaus Kubary (1846–1896), Ethnograph und Biologe
- Zygmunt Noskowski (1846–1909), Komponist
- Ludwik Fryderyk Hildt (1847–1919), Maler und Insektenkundler
- Leopold Landau (1848–1920), Arzt und Hochschullehrer
- Wacław Święcicki (1848–1900), Politiker und Gewerkschafter
- Leon Barszczewski (1849–1910), Ethnograph
- Leopold Kronenberg (1849–1937), Bankier
- Józef Szczepkowski (1849–1909), Opernsänger
- Julius Wilhelm Brühl (1850–1911), Chemiker und Schöpfer der organischen Spektrochemie
- Aleksander Gierymski (1850–1901), Maler
- Jean de Reszke (1850–1925), Opernsänger
- Jean Taubenhaus (1850–1919), französischer Schachmeister

#### 1851 bis 1875
- Samuel Dickstein (1851–1939), Mathematiker
- Aleksander Michałowski (1851–1938), Pianist, Musikpädagoge und Komponist
- Kazimierz Bartoszewicz (1852–1930), Schriftsteller, Historiker und Kunstsammler
- Samuel Goldflam (1852–1932), Neurologe
- Arkadiusz Mucharski (1853–1899), Musiker, Karikaturist und Maler
- Édouard de Reszke (1853–1917), polnisch-französischer Opernsänger (Bass)
- Alexandrine von Hutten-Czapska (1854–1941), Adelige
- Teodora Krajewska (1854–1935), Ärztin, Schriftstellerin und Lehrerin
- Ludwig Lewi (1854–1927), Eisenbahningenieur
- Ludwig von Mycielski (1854–1926), Rittergutsbesitzer und Mitglied des Deutschen Reichstags
- Jan Rosen (1854–1936), Schlachtenmaler
- Jan Sztolcman (1854–1928), Forscher und Ornithologe
- Jan Gall (1856–1912), Komponist, Chorleiter und Musikpädagoge
- Nathalie Janotha (1856–1932), Pianistin und Komponistin
- Feliks Jasiński (1856–1899), Bauingenieur
- Alexander Kriwoschein (1857–1921), polnisch-russischer Jurist und Politiker
- Edward Loevy (1857–1910), Maler und Illustrator
- Schalom Albeck (1858–1920), Gelehrter
- Ludwig Karol Szodki (1858–1935), Bildhauer
- Eugeniusz Ryb (1859–1924), Komponist, Violinist, Dirigent und Musikpädagoge
- Georg Fleck (1860–1930), deutscher Bauingenieur
- Artur Popławski (1860–1918), Ingenieur und Schachmeister
- Feliks Cichocki (1861–1921), Maler
- Antoni Lange (1861/63–1929), Lyriker, Philosoph, Schriftsteller und Dramatiker
- Stanisław Lentz (1861–1920), Maler und Hochschullehrer
- Michał Gorstkin Wywiórski (1861–1926), Landschaftsmaler
- Gustaw Landau-Gutenteger (1862–1924), Architekt
- Joseph Jastrow (1863–1944), Psychologe
- Alexander Lambert (1863–1929), amerikanischer Komponist, Pianist und Musikpädagoge
- Maxim Winawer (1863–1926), russischer Jurist, Politiker und Mäzen
- Henryk Ferdynand Hoyer (1864–1947), Mediziner, Anatom und Zoologe
- Feliks Kon (1864–1941), Ethnograph und Kommunist
- Leo Belmont (1865–1941), Journalist, Rechtsanwalt und Schriftsteller
- Bronisława Dłuska (1865–1939), Ärztin und Direktorin des Radiums-Instituts in Warschau
- Józef Gosławski (1865–1904), Architekt
- Władysław Podkowiński (1866–1895), Maler und Zeichner
- Wacław Rolicz-Lieder (1866–1912), Lyriker und Übersetzer
- Gabriela Balicka-Iwanowska (1867–1962), Botanikerin und Politikerin
- Franciszek Brzeziński (1867–1944), Komponist
- Marie Curie (1867–1934), Physikerin
- Julian Michaux (1867–1925), Fechter
- Artur Oppman (1867–1931), Schriftsteller
- Adolf Zeligson (1867–1919), Architekt
- Feliks Władysław Starczewski (1868–1945), Komponist
- David Farbstein (1868–1953), Politiker
- Adolf Warski (1868–1937), Arbeiterführer
- Artur Weese (1868–1934), Schweizer Kunsthistoriker und Universitätsprofessor
- August Loth (1869–1944), Theologe und als Superintendent
- Eligiusz Niewiadomski (1869–1923), Maler und Mörder von Gabriel Narutowicz
- Franciszek Lilpop (1870–1937), Architekt
- Helena Willman-Grabowska (1870–1957), Indologin und Iranistin
- Wladimir Michailowitsch von Völkner (1870–1945), Finanzbeamter und Handelsattaché
- Henryk Arctowski (1871–1958), Wissenschaftler, Ozeanograf und Erforscher der Antarktis
- Johanna Natalie Wintsch (1871–1944), Schweizer Textilkünstlerin
- Maurycy Zamoyski (1871–1939), Politiker und Diplomat
- Adolf Daab (1872–1924), Bauunternehmer und Stadtrat
- Ludwik Silberstein (1872–1948), Physiker
- Wacław Berent (1873–1940), Schriftsteller
- Seweryn Czetwertyński (1873–1945), Politiker
- Anna Held (1873–1918), Schauspielerin
- Fanny Carlsen (1874–1944), Schriftstellerin und Drehbuchautorin
- Julius von Braun (1875–1939), Chemiker
- Kazimierz Prószyński (1875–1945), Kameramann und Filmproduzent
- Władysław Takliński (1875–1940), Physiker
- Adela Wilgocka (1875–1960), Sängerin und Gesangspädagogin

#### 1876 bis 1900
- Janina Korolewicz-Waydowa (1876–1955), Opernsängerin und Musikpädagogin
- Eugeniusz Morawski-Dąbrowa (1876–1948), Komponist
- Leopold-August Dietrich (1877–1954), russischer Bildhauer
- Iwan Kaljajew (1877–1905), russischer Dichter und Terrorist
- Bolesław Leśmian (1877–1937), Lyriker
- Czesław Sokołowski (1877–1951), römisch-katholischer Geistlicher, Weihbischof in Siedlce
- Irena Solska (1877–1958), Schauspielerin und Regisseurin
- Stanisława Wysocka (1877–1941), Schauspielerin, Theaterregisseurin und Lehrerin
- Zdzisław Birnbaum (1878–1921), Geiger, Komponist und Dirigent
- Janusz Korczak (1878/79–1942), Arzt, Kinderbuchautor und Pädagoge
- Leon Lichtenstein (1878–1933), Mathematiker
- Louis Marcoussis (1878–1941), Graphiker und Maler
- Jakub Ganezki (1879–1937), Revolutionär
- Samuel Goldwyn (1879–1974), Filmproduzent
- Aleksander Hertz (1879–1928), Filmregisseur, -firmengründer und -produzent
- Alfred Korzybski (1879–1950), Ingenieur und Linguist
- Wanda Landowska (1879–1959), Cembalistin und Pianistin
- Heniot Levy (1879–1946), US-amerikanischer Pianist und Musikpädagoge
- Witold Wojtkiewicz (1879–1909), Maler, Zeichner und Grafiker
- Henryk Adamus (1880–1950), Komponist, Dirigent und Cellist
- Franciszek Fiedler (1880–1956), Politiker und Historiker
- Alexander Flamberg (1880–1926), Schachspieler
- Gustaw Gwozdecki (1880–1935), Bildhauer, Maler, Grafiker und Kunstschriftsteller
- Armin Horovitz (1880–1965), Porträt- und Landschaftsmaler, Grafiker und Illustrator
- Władysław Konopczyński (1880–1952), Historiker
- Juliusz Wertheim (1880–1928), Pianist, Komponist, Dirigent und Hochschullehrer
- Juliusz Wolfsohn (1880–1944), Pianist, Komponist und Musikpublizist
- Ignacy Dygas (1881–1947), Opernsänger (Tenor)
- Maurycy Minkowski (1881–1930), Maler
- Ludwik Rajchman (1881–1965), Hygieniker und Bakteriologe, Gründungsmitglied der UNRRA und erster Leiter der UNICEF
- Beniamin Schechowski (1881–1975), russisch-polnisch-französischer Astronom
- Ignatz Waghalter (1881–1949), Komponist und Dirigent
- Tadeusz Banachiewicz (1882–1954), Astronom, Mathematiker und Geodät
- Stanisław Car (1882–1938), Jurist, Politiker, Justizminister und Sejmmarschall
- Jacob Goedecker (1882–1957), Flugzeugkonstrukteur
- Elie Nadelman (1882–1946), Bildhauer, Zeichner und Sammler
- Sarah Rabinowitz (1882–1918), Politikerin
- Erich Schoenberg (1882–1965), Astronom
- Wacław Sierpiński (1882–1969), Mathematiker
- Paul Sophus Epstein (1883–1966), Physiker
- Bolesław Fotygo-Folański (1883–1954), Schauspieler, Opernsänger und -regisseur
- Henryk Hayden (1883–1970), Maler
- Eleonore Kalkowska (1883–1937), Schriftstellerin und Schauspielerin
- Ludomir Różycki (1883–1953), Komponist
- Curt Sauermilch (1883–1957), deutscher Maler, Lehrer und Kreisheimatpfleger
- Wacław Szpakowski (1883–1973), Architekt
- August Zaleski (1883–1972), Diplomat und Politiker
- Yehuda Ashlag (1884–1954), Kabbalist
- Casimir Funk (1884–1967), Biochemiker
- Richard Hamburger (1884–1940), Mediziner und Hochschullehrer
- Ludwik Hirszfeld (1884–1954), Mediziner und Immunologe
- Henryk Kołodziejski (1884–1953), Politiker
- Mieczyslaw Minkowski (1884–1972), Neurologe
- Martha Angerstein (1885–1972), Schauspielerin
- Raoul Koczalski (1885–1948), Pianist und Komponist
- Zofia Nałkowska (1885–1954), Schriftstellerin
- Stanisław Ignacy Witkiewicz (1885–1939), Schriftsteller, Maler, Fotograf und Philosoph
- Maria Antonina Czaplicka (1886–1921), Kulturanthropologin
- Henryk Maria Fukier (1886–1959), Besitzer des Weinkellers am Marktplatz der Warschauer Altstadt
- Adam Herszaft (1886–1942), Grafiker und Maler
- Tadeusz Kotarbiński (1886–1981), Philosoph
- Natalie Moszkowska (1886–1968), sozialistische Wirtschaftswissenschaftlerin
- Władysław Tatarkiewicz (1886–1980), Philosoph und Ethiker
- Kasimir Fajans (1887–1975), Chemiker
- Stephanie Horovitz (1887–1942), Chemikerin und Psychologin
- Jizchak Löwy (1887–1942), Schauspieler, Freund Franz Kafkas
- Felix Stika (1887–1971), Politiker
- Günther Claassen (1888–1946), Polizeipräsident und SS-Führer
- Zygmunt Janiszewski (1888–1920), Mathematiker
- Wanda Jarszewska (1888–1964), Schauspielerin
- Stefan Mazurkiewicz (1888–1945), Mathematiker
- Julian Joël Obermann (1888–1956), Orientalist
- Marie Rambert (1888–1982), Tänzerin und Ballettpädagogin
- Richard Boleslawski (1889–1937), Schauspieler und Filmregisseur
- Wladimir Schtscherbatschow (1889–1952), russischer Komponist
- Leopold Zborowski (1889–1932), Kunsthändler und Dichter
- Zbigniew Drzewiecki (1890–1971), Pianist und Musikpädagoge
- Marie Frommer (1890–1976), Architektin
- Alexander von Lagorio (1890–1965), Filmkameramann und Fotograf
- Stanislaw Messing (1890–1937), polnischer Revolutionär und sowjetischer Politiker
- Simon Pullman (1890–1942), Geiger, Orchestergründer, Dirigent und Lehrer für Geige, Bratsche und Kammermusik
- Aleksander Rajchman (1890–1940), Mathematiker
- Stefan Srebrny (1890–1962), Klassischer Philologe
- Witold Wierzbicki (1890–1965), Bauingenieur
- Stanisława Zawadzka (1890–1988), Opernsängerin und Gesangspädagogin
- Ossip Mandelstam (1891–1938), russischer Dichter
- Jadwiga Marszewska-Ziemięcka (1891–1968), Biologin und Hochschullehrerin
- Jan Henryk Rosen (1891–1982), Maler
- Margerita Trombini-Kazuro (1891–1979), Pianistin, Cembalistin und Musikpädagogin
- Paul Kaznelson (1892–1959), Arzt
- Arnold Walfisz (1892–1962), Mathematiker
- Janusz de Beaurain (1893–1959), Brigadegeneral
- Siegmund Kaznelson (1893–1959), Redakteur und Verleger
- Ossip Klarwein (1893–1970), Architekt
- Bronisław Knaster (1893–1980), Mathematiker
- Marceli Nowotko (1893–1942), Arbeiterführer
- Jacob Shatzky (1893 oder 1894–1956), jiddischer Historiker, Literatur- und Theaterkritiker, Herausgeber, Bibliograf, Lexikograf, Dozent, Lehrer und Bibliothekar
- Matityahu Shoham (1893–1937), Lyriker und Dramatiker
- Stefan Starzyński (1893–1939), Stadtpräsident von Warschau
- Roman Umiastowski (1893–1982), Oberst und Militärhistoriker
- Józef Beck (1894–1944), Politiker und Soldat
- Henryk Berlewi (1894–1967), Maler und Grafiker
- Mieczysław Grydzewski (1894–1970), Journalist, Zeitungsverleger, Kolumnist und Literaturkritiker
- Maria Kasterska (1894–1969), Schriftstellerin und Literaturwissenschaftlerin
- Antoni Słonimski (1895–1976), Poet und Autor
- Max Sokol (1895–1973), jüdischer Bildhauer
- Chemjo Vinaver (1895–1973), Dirigent, Komponist und Musikwissenschaftler
- Mieczysław Wallis (1895–1975), Philosoph und Kunsthistoriker
- Sheldon Glueck (1896–1980), Kriminologe
- Kazimierz Kuratowski (1896–1980), Mathematiker und Logiker
- Maria Ossowska (1896–1974), Soziologin und Philosophin
- Konstantin Rokossowski (1896–1968), sowjetischer Offizier und Verteidigungsminister der Volksrepublik Polen; Marschall der Sowjetunion und Marschall von Polen
- Iwan Danischewski (1897–1979), russisch-sowjetischer Tschekist und Luftfahrtingenieur
- Jean Epstein (1897–1953), Filmregisseur und -theoretiker
- Feliks Frydman (1897–1943), Maler
- Artur Gold (1897–1943), Komponist, Violinist und Orchesterleiter
- Józef Lange (1897–1972), Radsportler
- Karol Świerczewski (1897–1947), Offizier und General
- Jerzy Zabielski (1897–1958), Säbelfechter
- Jan Żabiński (1897–1974), Zoologe und Zoodirektor Warschaus sowie Gerechter unter den Völkern
- Jerzy Lefeld (1898–1980), Komponist, Pianist und Musikpädagoge
- Tamara de Lempicka (1898–1980), Malerin des Art déco
- Halina Górska (1898–1942), Schriftstellerin und Sozial- und Bildungsaktivistin
- Piotr Potworowski (1898–1962), Maler und Grafiker
- Freddie Rich (1898–1956), Pianist, Komponist und Bigband-Leader
- Jadwiga Smosarska (1898–1971), Schauspielerin
- Mieczysław Szczuka (1898–1927), Maler und Grafiker
- Henryk Gold (1899–1977), Violinist, Orchesterleiter, Komponist und Jazzmusiker
- Alicja Jadwiga Kotowska (1899–1939), Ordensschwester
- Jan Lechoń (1899–1956), Schriftsteller
- Szolem Mandelbrojt (1899–1983), Mathematiker
- Felka Platek (1899–1944), Malerin
- Konstanty Rokicki (1899–1958), Judenretter
- Marija Turowa-Poljak (1899–1965), sowjetische Chemikerin und Hochschullehrerin
- Leonard Buczkowski (1900–1967), Filmregisseur und Drehbuchautor
- Michel Hirvy (1900–1966), kanadischer Pianist und Musikpädagoge
- Jan Loth (1900–1933), Fußballspieler
- Stanisław Ostoja-Chrostowski (1900–1947), Gebrauchsgrafiker und Holzschneider sowie Kunstpädagoge
- Hans Stuck (1900–1978), Automobilrennfahrer
- Aleksander Wat (1900–1967), Schriftsteller und Mitbegründer des polnischen Futurismus
- Antoni Zygmund (1900–1992), Mathematiker

### 20. Jahrhundert

#### 1901 bis 1910
- Jakub Berman (1901–1984), Politiker
- Maria Chmurkowska (1901–1979), Schauspielerin
- Mieczysław Fogg (1901–1990), Chansonsänger
- Maurice Frydman (1901–1976), Unabhängigkeitskämpfer und Kulturvermittler
- Leo Morizewitsch Ginsburg (1901–1979), Dirigent und Hochschullehrer
- Mieczyslaw Kolinski (1901–1981), Musikethnologe, Musiktheoretiker, Komponist, Pianist und Pädagoge
- Szymon Laks (1901–1983), Komponist und Überlebender des KZ Auschwitz
- Józef Łaszewski (1901–?), Ruderer
- Kazimierz Makarczyk (1901–1972), Schachmeister
- Janusz Meissner (1901–1978), Militärflieger und Schriftsteller
- Adolf Rosenberg (1901–1981), deutscher Filmproduzent und -regisseur
- Charles Sterling (1901–1991), Kunsthistoriker
- Alfred Tarski (1901–1983), Mathematiker und Logiker
- Nathan Asch (1902–1964), Schriftsteller
- Józef Chwedczuk (1902–1979), Organist und Musikpädagoge
- Stefan Flukowski (1902–1972), Dichter und Übersetzer
- Stefan Frenkel (1902–1979), Geiger, Geigenlehrer und Komponist
- Stefan Herman (1902–1981), Geiger und Musikpädagoge
- Alice Hohermann (1902–1943), Malerin
- Bronislau Kaper (1902–1983), Komponist für Filmmusiken und Schlager
- Zdzisław Kawecki (1902–1940), Offizier und Vielseitigkeitsreiter
- Salomon Lubelski (1902–1941), Mathematiker
- David Olère (1902–1985), Maler
- Hanka Ordonówna (1902–1950), Chansonsängerin, Tänzerin und Schauspielerin
- Tomasz Stankiewicz (1902–1940), Radsportler
- Henry Vars (1902–1977), Komponist
- Zofia Adamska (1903–1988), Cellistin und Musikpädagogin
- Jerzy Fitelberg (1903–1951), Komponist
- Czesław Centkiewicz (1904–1996), Autor und Abenteurer
- Tadeusz Daniszewski (1904–1969), Politiker
- Mack Gordon (1904–1959), US-amerikanischer Komponist und Liedtexter
- Max Ingberg (1904–1983), deutscher Politiker (SPD)
- Alodia Kawecka-Gryczowa (1903–1990), Historikerin und Bibliothekarin
- Maria Krüger (1904–1999), Journalistin, Redakteurin und Kinderbuchautorin
- Adolf Lindenbaum (1904–1941), Logiker und Mathematiker
- Jan Mosdorf (1904–1943), Publizist, Politiker, Philosoph, Aktivist und KZ-Häftling
- Mojżesz Presburger (1904–1943), Mathematiker, Logiker und Philosoph
- Edmund Pszczółkowski (1904–1997), Brigadegeneral, Diplomat und Politiker
- Max Shachtman (1904–1972), US-amerikanischer marxistischer Theoretiker und antisowjetischer Sozialdemokrat
- Max Taiz (1904–1980), sowjetischer Aerodynamiker und Hochschullehrer
- Estera Tenenbaum (1904–1963), Biologin
- Leo Barkin (1905–1992), kanadischer Pianist und Musikpädagoge
- Karol Borsuk (1905–1982), Mathematiker
- Paulino Frydman (1905–1982), Schachmeister
- Konstanty Ildefons Gałczyński (1905–1953), Dichter
- Dina Gralla (1905–1994), deutsche Schauspielerin
- Irene Kowaliska (1905–1991), Malerin, Keramikerin und Textildesignerin
- Stanisław Niedzielski (1905–1975), Pianist und Komponist
- Adam Ważyk (1905–1982), Dichter, Schriftsteller, Essayist, Übersetzer
- Artur Balsam (1906–1994), US-amerikanischer Pianist und Musikpädagoge
- Irving Glassberg (1906–1958), Kameramann
- Stanisław Jaśkowski (1906–1965), Logiker
- Bolesław Kon (1906–1936), Pianist
- Kazimierz Materski (1906–1971), Eishockey- und Fußballspieler
- Lyda Roberti (1906–1938), US-amerikanische Schauspielerin und Sängerin polnischer Abstammung
- Wiesław Wernic (1906–1986), Schriftsteller
- Solomon Asch (1907–1996), Gestaltpsychologe und Pionier der Sozialpsychologie
- Baruch Ashlag (1907–1991), Kabbalist
- Celina Budzyńska (1907–1993), Politikerin
- Abraham Joshua Heschel (1907–1972), Schriftgelehrter und Religionsphilosoph
- Wanda Jakubowska (1907–1998), Filmregisseurin
- Wiktor Kłosiewicz (1907–1992), Politiker
- Janusz Kusociński (1907–1940), Leichtathlet
- Edward Marczewski (1907–1976), Mathematiker
- Kazimierz Moczarski (1907–1975), Journalist, Schriftsteller und Politiker
- Ryszard Strzelecki (1907–1988), Politiker
- Antoni Szałowski (1907–1973), Komponist
- Gela Szeksztajn (1907–1943), Malerin und Grafikerin
- Ilja Szrajbman (1907–1943), Schwimmer
- Igor Talwinski (1907–1983), Maler
- Róża Etkin (1908–1945), Pianistin
- Régine Heim (1908–2004), Bildhauerin
- Julian Kole (1908–1998), Politiker
- Jerzy Kondracki (1908–1998), Geograph und Geomorphologe
- Jan Kreczmar (1908–1972), Schauspieler und Theaterregisseur
- Józef Rotblat (1908–2005), Physiker, Friedensnobelpreisträger
- Zbigniew Turski (1908–1979), Komponist und Dirigent
- Jerzy Andrzejewski (1909–1983), Schriftsteller
- Tadeusz Bukowski (1909–1980), Fotograf, Kriegsjournalist
- Dina Halpern (1909–1989), Schauspielerin
- Morris Huberland (1909–2003), polnisch-amerikanischer Fotograf
- Miliza Korjus (1909–1980), US-amerikanische Film- und Theaterschauspielerin sowie Opernsängerin
- Andrzej Nowicki (1909–1986), Dichter, Hörbuchautor, Satiriker und Übersetzer
- Wiktor Olecki (1909–1981), Radrennfahrer
- Henryk Przeździecki (1909–1977), Eishockey- und Fußballspieler
- Georges Spiro (1909–1994), Maler
- Ignace Strasfogel (1909–1994), Komponist und Dirigent
- Justyn Wojsznis (1909–1965), Bergsteiger
- Roman Zambrowski (1909–1977), Oberst und Politiker
- Nathan Alterman (1910–1970), israelischer Schriftsteller und Zionist
- Daniel I. Arnon (1910–1994), US-amerikanischer Biologe, Biochemiker und Pflanzenphysiologe
- Schlomo Jisra’el Ben Me’ir (1910–1971), israelischer Rechtsanwalt, orthodoxer Rabbiner und Politiker
- Moshe Czerniak (1910–1984), Schachmeister
- Jan Dobraczyński (1910–1994), Schriftsteller, Journalist und Politiker
- Nathan Jacobson (1910–1999), US-amerikanischer Mathematiker
- Stefan Jędrychowski (1910–1996), Politiker
- Janusz Kalbarczyk (1910–1999), Eisschnellläufer
- Benzion Netanjahu (1910–2012), israelischer Historiker und zionistischer Aktivist
- Henryk Ross (1910–1991), polnisch-israelischer Fotograf und Überlebender des Holocaust
- Irena Sendler (1910–2008), Gerechte unter den Völkern
- Władysław Szczepaniak (1910–1979), Fußballspieler
- Eugenia Umińska (1910–1980), Geigerin und Musikpädagogin
- Jacob Wolfowitz (1910–1981), Statistiker und Informationstheoretiker
- Lena Żelichowska (1910–1958), Schauspielerin

#### 1911 bis 1920
- Lew Abramow (1911–2004), russischer Schachspieler, -schiedsrichter und -funktionär
- Tadeusz Fijewski (1911–1978), Schauspieler
- Leo Fuchs (1911–1994), Filmschauspieler
- Jerzy Iwanow-Szajnowicz (1911–1943), polnisch-griechischer Sportler und Widerstandskämpfer gegen den Nationalsozialismus
- Stefan Kisielewski (1911–1991), Komponist, Musikkritiker, Schriftsteller und Journalist
- Nathan Rappaport (1911–1987), Bildhauer
- Jack Rose (1911–1995), Drehbuchautor
- Haim Schwarzbaum (1911–1983), Orientalist und Erzählforscher
- David Seymour (1911–1956), Fotograf
- Julius Ukrainczyk (1911–1978), Fußballfunktionär und Vermittler von Fußballspielen
- Bohdan Wodiczko (1911–1985), Dirigent und Musikpädagoge
- Irena Kwiatkowska (1912–2011), Schauspielerin
- Igor Lutschizki (1912–1983), sowjetischer Geologe und Hochschullehrer
- Chaim Perelman (1912–1984), Jurist, Moral- und Rechtsphilosoph
- Gleb Sachodjakin (1912–1982), sowjetischer Schachkomponist
- Władysław Szlengel (1912–1943), Dichter, Satiriker und Schauspieler
- Stanisław Zieliński (1912–1939), Radrennfahrer
- Elżbieta Barszczewska (1913–1987), Schauspielerin
- Zbigniew Bieńkowski (1913–1994), Literaturkritiker, Essayist und Übersetzer
- Elie Borowski (1913–2003), Händler für Kunstwerke der Antike
- Maria Broel-Plater-Skassa (1913–2005), Opfer des Nationalsozialismus
- Samuel Eilenberg (1913–1998), Mathematiker
- Artur Gelbrun (1913–1985), israelischer Geiger, Bratschist, Musikpädagoge, Dirigent und Komponist polnischer Herkunft
- Warwara Jachimowitsch (1913–1994), sowjetische bzw. russische Geologin
- Bolesław Jaszczuk (1913–1990), Politiker
- Michał Klepfisz (1913–1943), Widerstandskämpfer
- René Leibowitz (1913–1972), Dirigent, Musikpädagoge, Schriftsteller und Komponist
- Lew Iljitsch Loschinski (1913–1976), Schachkomponist
- Witold Lutosławski (1913–1994), Komponist und Dirigent
- Włodzimierz Pietrzak (1913–1944), Dichter
- Isaak Pomerantschuk (1913–1966), russischer Physiker
- Szapsel Rotholc (1913–1996), Boxer
- Bohdan Arct (1914–1973), Autor und Jagdflieger
- Stanisław Dygat (1914–1978), Schriftsteller
- Léonie Geisendorf (1914–2016), Architektin
- Jan Kott (1914–2001), Kritiker und Autor
- Andrzej Panufnik (1914–1991), Komponist
- Haroun Tazieff (1914–1998), französischer Vulkanologe
- Henryk Tomaszewski (1914–2005), Plakatmaler
- Tadeusz Trepkowski (1914–1954), Grafiker
- Moshe Wolman (1914–2009), Neuropathologe
- Mikołaj Antonowicz (1915–2000), Offizierssohn
- Israel Epstein (1915–2005), Journalist und Autor
- Max Fishman (1915–1985), moldawischer Komponist, Pianist und Pädagoge
- Grzegorz Korczyński (1915–1971), Generalleutnant, Diplomat und Politiker
- Ted Kornowicz (1915–1993), Kameramann
- Jan Twardowski (1915–2006), Lyriker, Religionspädagoge und katholischer Priester
- Tadeusz Wroński (1915–2000), polnischer Geiger und Musikpädagoge
- Hilary Koprowski (1916–2013), Virologe und Immunologe
- Mordechai Tenenbaum (1916–1943), Widerstandskämpfer während des Zweiten Weltkrieges
- Zygmunt Wiśniewski (1916–1992), Radrennfahrer
- Wawrzyniec Żuławski (1916–1957), Komponist
- Adina Blady-Szwajger (1917–1993), Kinderärztin und Buchautorin
- Szymon Bojko (1917–2014), Kunsthistoriker und Kunstkritiker
- Maria Hiszpańska-Neumann (1917–1980), Malerin und Grafikerin
- Artur Starewicz (1917–2014), Politiker
- Izrael Chaim Wilner (1917–1943), Dichter, Aktivist der jüdischen Widerstandsbewegung im Zweiten Weltkrieg
- Abraham Léon (1918–1944), Kommunist
- Jerzy Morawski (1918–2012), Politiker
- Malkah Rabell (1918–2001), Schriftstellerin und Theaterkritikerin
- Wanda Szmielew (1918–1976), mathematische Logikerin
- Wacław Wrzesiński (1918–1981), Radsportler
- Shmuel Safrai (1919–2003), Historiker, Judaist
- Roman Siemiński (1919–1997), Radrennfahrer
- Mieczysław Weinberg (1919–1996), Komponist
- Krystyna Berwińska (1919–2016), Schriftstellerin
- Mira Fuchrer (1920–1943), Widerstandskämpferin im Warschauer Ghetto
- Theodore S. Hamerow (1920–2013), Historiker
- Stefania Jabłońska (1920–2017), Medizinerin
- Leopold Tyrmand (1920–1985), Schriftsteller, Publizist und Jazz-Initiator
- Lucjan Wolanowski (1920–2006), Schriftsteller, Journalist, Reisender, Übersetzer

#### 1921 bis 1930
- Krzysztof Kamil Baczyński (1921–1944), Dichter
- Andrzej J. Kamiński (1921–1985), Historiker
- Władysław Bartoszewski (1922–2015), Historiker, Publizist und Politiker
- Miron Białoszewski (1922–1983), Dichter
- Jurek Błones (1922–1943), Opfer des Nationalsozialismus
- Jan Charytański (1922–2009), Jesuit
- Maria Cytowska (1922–2007), Altphilologin
- Jules Fainzang (1922–2015), Überlebender des Holocaust
- Martin Gray (1922–2016), Autor
- Helena Jaworska (1922–2006), Politikerin
- Zbigniew Józef Kraszewski (1922–2004), Weihbischof in Warschau und Warschau-Praga
- Karol Małcużyński (1922–1984), Journalist
- Zofia Mrozowska (1922–1983), Schauspielerin
- Itzchak Belfer (1923–2021), jüdischer Bildhauer und Maler
- Isaac Celnikier (1923–2011), Maler und Bildhauer
- Shmuel N. Eisenstadt (1923–2010), Soziologe
- Israel Gutman (1923–2013), Historiker und Überlebender des Holocaust
- Józef Hen (* 1923), Schriftsteller, Publizist und Dramaturg
- Alina Janowska (1923–2017), Schauspielerin
- Stanisław Kuziński (1923–2012), Politiker
- Antoni Marianowicz (1923–2003), Diplomat, Journalist und Schriftsteller
- Andreas Miller (1923–1999), Soziologe
- Leon Niemczyk (1923–2006), Schauspieler
- Marcel Rayman (1923–1944), Jude und Freiheitskämpfer der FTP-MOI
- Bronisław Baczko (1924–2016), polnisch-schweizerischer Philosoph, Historiker und Autor
- Jerzy Ficowski (1924–2006), Schriftsteller, Dichter, Übersetzer und Ethnologe
- Barbara Hulanicka (1924–2012), Innenarchitektin, Textilkünstlerin und Museumsleiterin
- Benoît Mandelbrot (1924–2010), Mathematiker
- Michel Mirowski (1924–1990), Miterfinder des implantierbaren automatischen Defibrillators
- Zbigniew Śliwiński (1924–2003), Pianist und Musikpädagoge
- Ester Wajcblum (1924–1945), Widerstandskämpferin im KZ Auschwitz, Opfer der Schoa
- Edmund Baranowski (1925–2020), Widerstandskämpfer und Teilnehmer des Warschauer Aufstands
- Elzbieta Ettinger (1925–2005), polnisch-US-amerikanische Literaturwissenschaftlerin und Hochschullehrerin
- Dawid Hochberg (1925–1943), Widerstandskämpfer
- Włodzimierz Kotoński (1925–2014), Komponist
- Georg Krajewski (1925–2007), Maler
- Janusz Piekałkiewicz (1925–1988), Historiker, Schriftsteller sowie Regisseur und Produzent
- Ludwik Sobolewski (1925–2008), Fußball- und Sportfunktionär
- Pinchas Menachem Alter (1926–1996), orthodoxer Rabbiner, Rosch-Jeschiwa und Gerer Rebbe
- Janina Bauman (1926–2009), Überlebende des Warschauer Ghettos
- Wacław Długoborski (1926–2021), Historiker
- Tadeusz Janczar (1926–1997), Schauspieler
- Shmuel Krakowski (1926–2018), polnisch-israelischer Historiker
- Yehuda Lerner (1926–2007), Teilnehmer am Aufstand von Sobibór
- Stanisław Łojasiewicz (1926–2002), Mathematiker
- Marian Młynarski (1926–2024), Paläontologe, Hochschullehrer, Herpetologe und Museologe
- Tad Szulc (1926–2001), Journalist und Sachbuchautor
- Alexander Wargon (1926–2010), polnischstämmiger australischer Ingenieur und Hochschullehrer
- Dov Freiberg (1927–2008), Inspekteur in einer Maschinenfabrik
- Barbara Grocholska (* 1927), Skirennläuferin
- Kazimierz Korybutiak (* 1927), polnischer Pianist und Musikpädagoge
- Zdzisław Maklakiewicz (1927–1977), Film- und Theaterschauspieler
- Władysław Ślesicki (1927–2008), Filmregisseur und Drehbuchautor
- Zbigniew Brzeziński (1928–2017), Politikwissenschaftler
- Józef Kański (1928–2023), Musikkritiker
- Barbara Krafftówna (1928–2022), Schauspielerin
- Janusz Krasiński (1928–2012), Dramatiker, Dramaturg, Drehbuch- und Hörspielautor, Essayist und Journalist
- Stanisław Manturzewski (1928–2014), Schauspieler, Drehbuchautor und Regisseur
- Janusz Narzyński (1928–2020), Theologe, Bischof und Ökumeniker
- John Spalek (1928–2021), Germanist
- Barbara Strzelecka (* 1928), Cembalistin, Musikwissenschaftlerin und Komponistin
- Andrzej Szczypiorski (1928–2000), Schriftsteller
- Lucyna Winnicka (1928–2013), Filmschauspielerin
- Stanisław Bakowski (1929–2003), Bühnenbildner
- Stanisław Bareja (1929–1987), Filmregisseur
- Halina Birenbaum (* 1929), Schriftstellerin und Übersetzerin
- Hanna Bodnar-Kaczyńska (1929–2001), Grafikdesignerin und Plakatgestalterin
- Teresa Kodelska-Łaszek (1929–2021), Skirennläuferin
- Zygmunt Kubiak (1929–2004), Literaturhistoriker, Literaturkritiker, Essayist und Übersetzer
- Halina Prugar-Ketling (* 1929), Filmeditorin
- Konrad Swinarski (1929–1975), Theaterregisseur
- Feliks Tych (1929–2015), Historiker
- Alina Brodzka-Wald (1929–2011), Literaturhistorikerin
- Teresa Kodelska-Łaszek (1929–2021), Skirennläuferin
- Jan Młodożeniec (1929–2000), Plakatkünstler, Buchillustrator und Maler
- Wanda Wiłkomirska (1929–2018), Violinistin
- Hanna Geremek (1930–2004), Althistorikerin und Papyrologin
- Zygmunt Hübner (1930–1989), Theaterregisseur und Intendant
- Hans Graf Huyn (1930–2011), Politiker und Publizist
- Bożena Kowalska (1930–2023), Kunstwissenschaftlerin, -kritikerin, -sammlerin und Galeristin
- Ryszard Kukliński (1930–2004), Oberst der polnischen Armee sowie Agent der CIA
- Leszek Moczulski (1930–2024), Historiker und Politiker
- Andrzej Mularczyk (1930–2024), Schriftsteller, Drehbuch- und Hörspielautor
- Jan Olszewski (1930–2019), Politiker
- Francine du Plessix Gray (1930–2019), französisch-US-amerikanische Journalistin und Schriftstellerin
- Piotr Skrzynecki (1930–1997), Kabarettist
- Tomasz Strzembosz (1930–2004), Historiker
- Andrzej Walicki (1930–2020), Historiker
- Krystyna Zachwatowicz (* 1930), Bühnenbildnerin und Schauspielerin

#### 1931 bis 1940

##### 1931 bis 1935
- Stanisław Królak (1931–2009), Radrennfahrer
- Uri Orlev (1931–2022), Autor
- Jerzy Prokopiuk (1931–2021), Philosoph, Gnostiker, Esoteriker, Anthroposoph und Literatur- und Philosophieübersetzer
- Joanna Chmielewska (1932–2013), Schriftstellerin
- Jerzy Gruza (1932–2020), Regisseur und Drehbuchautor
- Bronisław Geremek (1932–2008), Historiker und Politiker
- Bert Hendrix (1932–2010), polnisch-deutscher Sänger
- Henryk Łasak (1932–1973), Radrennfahrer und Nationaltrainer
- Jerzy Pawłowski (1932–2005), Fechter
- Jerzy Jan Woźniak (1932–2011), Fußballspieler
- Jan Żurawski (1932–2023), Ringer
- Teresa Iżewska (1933–1982), Schauspielerin
- Zofia Kucówna (1933–2024), Schauspielerin
- Krystyna Meissner (1933–2022), Theaterregisseurin und Intendantin
- Israel Shahak (1933–2001), Professor für Biochemie
- Antoni Tołkaczewski (1933–2021), Schwimmer
- Andrzej Trautman (* 1933), Physiker
- Stanislaw Zagorski (* 1933), Grafiker und Grafikdesigner
- Marek Hłasko (1934–1969), Schriftsteller
- Elżbieta Krzesińska (1934–2015), Leichtathletin
- Maciej Łukaszczyk (1934–2014), Pianist und Träger der Verdienstorden von Polen und Deutschland
- Joanna Olczak-Ronikier (* 1934), Dramatikerin, Prosaschriftstellerin und Drehbuchautorin
- Andrzej Piątkowski (1934–2010), Fechter
- Andrzej Tomaszewski (1934–2010), Kunsthistoriker, Denkmalpfleger und Architekt
- Zbigniew Zapasiewicz (1934–2009), Schauspieler, Theaterregisseur und Pädagoge
- Andrzej Brycht (1935–1998), Lyriker und Prosaschriftsteller
- Ernest Bryll (1935–2024), Schriftsteller
- Eligiusz Grabowski (1935–2021), Radrennfahrer
- Władysław Jagiełło (1935–2009), Jazzmusiker
- Marek Piwowski (* 1935), Filmregisseur und Drehbuchautor
- Jarosław Marek Rymkiewicz (1935–2022), Lyriker, Dramatiker, Literaturhistoriker und Übersetzer
- Meir Wilchek (* 1935), israelischer Biochemiker

##### 1936 bis 1940
- Maciej Giertych (* 1936), Forstwissenschaftler und Politiker
- Kazimierz Gierżod (1936–2018), Pianist
- Henryk Grynberg (* 1936), Prosaschriftsteller, Dichter, Dramatiker und Essayist
- Barbara Hulanicki (* 1936), englische Modedesignerin
- Henryk Majewski (1936–2005), Jazzmusiker
- Agnieszka Osiecka (1936–1997), Schriftstellerin, Dichterin und Songtexterin
- Andrzej Pstrokoński (1936–2022), Basketballspieler
- John M. Shalikashvili (1936–2011), General der US Army
- Stanislaw Suchodolski (* 1936), Numismatiker und Archäologe
- Małgorzata Szejnert (* 1936), Journalistin und Feuilletonistin
- Irena Szumiel (1936–2023), Strahlenbiologin und Hochschullehrerin
- Dan Tsalka (1936–2005), Schriftsteller, Romancier und Kritiker
- Michał Wesołowski (* 1936), Pianist und Musikpädagoge
- Andrzej Zieliński (1936–2021), Sprinter
- Anni Jung (1937–2022), deutsche Keramikerin, Malerin und Grafikerin
- Maja Komorowska (* 1937), Schauspielerin
- Krzysztof Kowalewski (1937–2021), Schauspieler
- Andrzej Krzywicki (1937–2014), polnisch-französischer Physiker
- Teresa Maryańska (1937–2019), Paläontologin
- Wiesław Ochman (* 1937), Operntenor
- Alicja Patey-Grabowska (* 1937), Lyrikerin, Kinderbuchautorin, Übersetzerin und Literaturkritikerin
- Jan Pietrzak (* 1937), Kabarettist
- Elżbieta Czyżewska (1938–2010), Schauspielerin
- Zygmunt Krauze (* 1938), Komponist und Pianist
- Piotr Lachert (1938–2018), Komponist, Pianist und Dichter
- Tomasz Łubieński (1938–2024), Historiker, Publizist, Literaturkritiker und Schriftsteller
- Krzysztof Niemczyk (1938–1994), Performancekünstler und Autor
- Ryszard Parulski (1938–2017), Fechter und Sportverbandsfunktionär
- Tadeusz Ross (1938–2021), Schauspieler und Politiker
- Andrzej Smirnow (* 1938), Politiker
- Maria Wachowiak (1938–2019), Schauspielerin und Regisseurin
- Janusz A. Zajdel (1938–1985), Schriftsteller
- Elżbieta Chojnacka (1939–2017), Cembalistin und Musikpädagogin
- Marek Janowski (* 1939), Dirigent
- Wojciech Karolak (1939–2021), Musiker
- Ewa Krzyżewska (1939–2003), Schauspielerin
- Zbigniew Namysłowski (1939–2022), Jazzmusiker
- Janusz Różycki (* 1939), Fechter
- Tomasz Sikorski (1939–1988), Komponist und Pianist
- Marta Sosińska (* 1939), Pianistin
- Krzysztof Zanussi (* 1939), Filmproduzent und Regisseur
- Krzysztof Zarębski (* 1939), Performancekünstler, Maler und Bildhauer
- Wojciech Dziembowski (1940–2025), Astronom und Autor
- Anna Prucnal (* 1940), Schauspielerin und Sängerin
- Adam Przeworski (* 1940), Politikwissenschaftler
- Andrzej Strejlau (* 1940), Handballspieler, Fußballspieler und -trainer
- Tomasz Szarota (* 1940), Historiker und Publizist
- Małgorzata Szpakowska (* 1940), Literaturhistorikerin, Literaturkritikerin und Theaterkritikerin

#### 1941 bis 1950

##### 1941 bis 1945
- Krzysztof Kieślowski (1941–1996), Filmregisseur und Drehbuchautor
- Wojciech Młynarski (1941–2017), Dichter, Komponist, Regisseur, Satiriker, Liedermacher, Übersetzer und Alleinunterhalter
- Kornel Morawiecki (1941–2019), Politiker, Physiker und Hochschullehrer sowie Sejm-Abgeordneter und dessen Altersmarschall
- Maciej Nowicki (* 1941), Politiker und Ökologe
- Ewa Osińska (* 1941), Pianistin
- Wojciech Skowroński (1941–2002), Sänger und Pianist
- Peter Suschitzky (* 1941), Kameramann
- Michał Butkiewicz (* 1942), Degenfechter
- Henryk Hoser (1942–2021), römisch-katholischer Geistlicher, Bischof von Warschau-Praga, Kurienerzbischof sowie Präsident der Päpstlichen Missionswerke
- Krystyna Jakubowska (* 1942), Volleyballspielerin
- Janusz Korwin-Mikke (* 1942), Politiker
- Bolesław Kwiatkowski (1942–2021), Basketballspieler
- Hartmut Mehdorn (* 1942), Industriemanager und Maschinenbauingenieur
- Alicia Nitecki (* 1942), Autorin und Übersetzerin
- Marek Perepeczko (1942–2005), Schauspieler
- Andrzej Badeński (1943–2008), Leichtathlet
- Marek Barański (* 1943), Historiker
- Ewa Bieńkowska (* 1943), Essayistin, Literaturhistorikerin, Prosaschriftstellerin und Übersetzerin
- Joanna Bruzdowicz (1943–2021), Komponistin und Musikkritikerin
- Ryszard Bugajski (1943–2019), Filmregisseur
- Jan Englert (* 1943), Schauspieler und Regisseur
- Stanisław Hniedziewicz (1943–2017), Politiker
- Edward Kłosiński (1943–2008), Kameramann
- Gerhard Krebs (* 1943), Historiker und Professor
- Magda Konopka (* 1943), Model und Schauspielerin
- Mirosława Masłowska (1943–2023), Politikerin
- Piotr Matywiecki (* 1943), Dichter, Literaturkritiker und Essayist
- Marta Ptaszyńska (* 1943), Komponistin und Musikpädagogin
- Allan Starski (* 1943), Szenenbildner
- Michał Urbaniak (* 1943), Jazzmusiker
- Adam Lisewski (1944–2023), Fechter
- Sergiusz Perkowski (* 1944), Jazzmusiker
- Edward Romanowski (1944–2007), Sprinter
- Andrzej Straszyński (* 1944), Dirigent
- Piotr Sztompka (* 1944), Soziologe
- Jan Szyszko (1944–2019), Politiker, Umweltminister
- Włodzimierz Trams (1944–2021), Basketballspieler
- Andrzej Bieżan (1945–1983), Komponist und Pianist
- Norbert Ozimek (* 1945), Gewichtheber
- Krzysztof Piesiewicz (* 1945), Rechtsanwalt und Drehbuchautor
- Elżbieta Żebrowska (1945–2021), Leichtathletin

##### 1946 bis 1950
- Marek Borowski (* 1946), Politiker
- Lech Garlicki (* 1946), Richter am Europäischen Gerichtshof für Menschenrechte
- Ewa Kłobukowska (* 1946), Leichtathletin
- Bogdan Kowalczyk (* 1946), Handballspieler und -trainer
- Stefan Melak (1946–2010), Bürgerrechtler und Journalist
- Adam Michnik (* 1946), Essayist, Publizist, Herausgeber und Dissident
- Janusz Szprot (1946–2019), Jazzmusiker und Musikjournalist
- Michał Tarkowski (* 1946), Schauspieler, Kabarettist, Drehbuchautor und Regisseur
- Paweł Abramski (* 1947), Politiker
- Marek Bliziński (1947–1989), Jazzmusiker
- Stanisława Celińska (* 1947), Schauspielerin
- Jan T. Gross (* 1947), Historiker und Soziologe
- Anna Halcewicz (1947–1988), Schauspielerin
- Jacek Kleyff (* 1947), Singer-Songwriter, Kabarettist, Schauspieler und Maler
- Krzysztof Knittel (* 1947), Komponist
- Eugeniusz Cezary Król (* 1947), Historiker und Professor für Geisteswissenschaften
- Ryszard Rumianek (1947–2010), römisch-katholischer Geistlicher, Theologe und Bibelwissenschaftler
- Jerzy Satanowski (* 1947), Komponist
- Tomasz Szukalski (1947–2012), Jazzmusiker und Komponist
- Irena Wiszniewska-Białecka (1947–2018), Juristin und Richterin am Gericht der Europäischen Union
- Janusz Zaorski (* 1947), Filmregisseur, Drehbuchautor und Schauspieler
- Agnieszka Holland (* 1948), Filmregisseurin und Drehbuchautorin
- Zofia Kołakowska (* 1948), Mittelstreckenläuferin
- Małgorzata Łukasiewicz (* 1948), Übersetzerin und Literaturkritikerin
- Antoni Macierewicz (* 1948), Politiker
- Krystian Martinek (* 1948), Drehbuchautor, Schauspieler, Theater- und Fernsehregisseur
- Krzysztof Michalski (1948–2013), Philosoph und Rektor
- Teresa Sukniewicz (* 1948), Hürdenläuferin
- Zbigniew Eysmont (1949–2025), Politiker
- Zofia Jasnota (* 1949), Komponistin, Psychologin und Musikpädagogin
- Jarosław Kaczyński (* 1949), Politiker
- Lech Kaczyński (1949–2010), Politiker
- Lech Koziejowski (* 1949), Florettfechter
- Stefan Kuryłowicz (1949–2011), Architekt
- Janusz Pyciak-Peciak (* 1949), Moderner Fünfkämpfer
- Marek Safjan (* 1949), Professor und Richter am Europäischen Gerichtshof
- Ewa Szykulska (* 1949), Schauspielerin
- Zofia Zwolińska (* 1949), Sprinterin
- Adam Adamczyk (* 1950), Judoka
- Krzysztof Baculewski (* 1950), Komponist und Musikpädagoge
- Wojciech Buciarski (* 1950), Stabhochspringer
- Andrzej Celiński (* 1950), Politiker
- Włodzimierz Cimoszewicz (* 1950), Politiker und Jurist
- Joanna Fabisiak (* 1950), Politikerin
- Adam Glapiński (* 1950), Ökonom und Politiker, Präsident der Nationalbank
- Bolesław Zygmunt Kacewicz (* 1950), Mathematiker und Hochschullehrer
- Jerzy Radziwiłowicz (* 1950), Theater- und Filmschauspieler
- Małgorzata Rożniatowska (* 1950), Schauspielerin
- Andrzej Sielańczyk (* 1950), Politiker
- Hanna Szmalenberg (* 1950), Architektin deutsch-protestantischer Abstammung

#### 1951 bis 1960

##### 1951
- Ewa Bem (* 1951), Sängerin
- Anna Bolecka (* 1951), Schriftstellerin
- Adam Ferency (* 1951), Schauspieler
- Grażyna Gęsicka (1951–2010), Soziologin und Politikerin
- Hanna Machińska (* 1951), Juristin und Menschenrechtsaktivistin
- Zbigniew Mentzel (* 1951), Prosaschriftsteller, Essayist, Feuilletonist und Literaturkritiker
- Sergiusz Michalski (* 1951), Kunsthistoriker
- Maria Orłowska (* 1951), Informatikerin, Hochschullehrerin und Politikerin
- Feliks Przytycki (* 1951), Mathematiker
- Bogusław Zych (1951–1995), Fechter

##### 1952
- Włodzimierz Bolecki (* 1952), Literaturwissenschaftler
- Jerzy Eisler (* 1952), Historiker
- Małgorzata Gersdorf (* 1952), Richterin
- Robert Gliński (* 1952), Filmregisseur
- Hanna Gronkiewicz-Waltz (* 1952), Juristin, Hochschullehrerin und Politikerin
- Sławomir Kulpowicz (1952–2008), Pianist
- Dariusz Niemirowicz (* 1952), Opernsänger
- Ewa Podleś (1952–2024), Altistin
- Andrzej Supron (* 1952), Ringer
- Tadeusz Wojciechowski (* 1952), Dirigent und Cellist

##### 1953
- Zbigniew Beta (* 1953), Weitspringer
- Henryk Darlowski (* 1953), Jazzmusiker und bildender Künstler
- Andy Hopper (* 1953), Professor für Informatik
- Anna Komorowska (* 1953), Lehrerin, 2010–2015 First Lady Polens
- Stanisław Jerzy Komorowski (1953–2010), Politiker, Diplomat und Physiker
- Krzysztof Krauze (1953–2014), Filmregisseur
- Andrzej Pągowski (* 1953), Grafikdesigner und Plakatkünstler
- Julia Pitera (* 1953), Politikerin
- Tomasz Tomaszewski (* 1953), Fotograf
- Jerzy Rybicki (* 1953), Boxer
- Joanna Szczepkowska (* 1953), Schauspielerin und Autorin
- Janusz Wójcik (1953–2017), Fußballspieler und -trainer sowie Politiker

##### 1954
- Bogusław Bakuła (* 1954), Literaturhistoriker und Literaturkritiker sowie Übersetzer
- Anna Bikont (* 1954), Journalistin und Schriftstellerin
- Marek Bychawski (1954–2010), Jazzmusiker
- Ludwik Dorn (1954–2022), Politiker, Soziologe und Publizist
- Magdalena Łazarkiewicz (* 1954), Filmregisseurin und Drehbuchautorin
- Piotr Michał Łukasiewicz (* 1954), Soziologe und Politiker, Minister für Kultur und Nationales Kulturerbe
- Joana Radzyner (* 1954), Journalistin
- Piotr Rodowicz (* 1954), Jazzmusiker
- Bożena Stryjkówna (* 1954), Schauspielerin
- Paweł Szymański (* 1954), Komponist
- Tadeusz Wielecki (* 1954), Komponist und Kontrabassist

##### 1955
- Piotr Bratkowski (1955–2021), Lyriker, Prosaschriftsteller, Publizist, Literatur- und Musikkritiker sowie Übersetzer
- Dorota Kamińska (* 1955), Schauspielerin
- Stanisław Karczewski (* 1955), Senatsmarschall
- Władysław Kłosiewicz (* 1955), Cembalist, Dirigent und Musikpädagoge
- Michał Lorenc (* 1955), Komponist
- Bożena Nowakowska (* 1955), Hürdenläuferin
- Jerzy Pietrzyk (* 1955), Sprinter
- Tadeusz Sudnik (* 1955), Improvisations- und Jazzmusiker
- Stanisław Terlecki (1955–2017), Fußballspieler
- Grażyna Werner (* 1955), Quizspielerin

##### 1956
- Anna Maria Bauer (* 1956), Malerin
- Włodzimierz Borodziej (1956–2021), Historiker
- Jacek Czaputowicz (* 1956), polnischer Außenminister
- Henryk Gołębiewski (* 1956), Schauspieler
- Andrzej Szpilman (* 1956), Komponist, Musik-Produzent und Verleger
- Krzysztof Wojciechowski (* 1956), Autor
- Dariusz Wolski (* 1956), Kameramann
- Jacek Wszoła (* 1956), Leichtathlet

##### 1957
- Tomek Bartoszyński (* 1957), Mathematiker
- Romuald Giegiel (* 1957), Hürdenläufer
- Witold Horwath (* 1957), Drehbuch- und Romanautor
- Jacek Kaczmarski (1957–2004), Sänger, Dichter und Schriftsteller
- Ryszard Kalisz (* 1957), Politiker und Rechtsanwalt
- Małgorzata Kidawa-Błońska (* 1957), Filmproduzentin und Politikerin, Sejmmarschallin
- Jadwiga Kotnowska (* 1957), Flötistin
- Paweł Pawlikowski (* 1957), Filmregisseur
- Adam Robak (* 1957), Florettfechter
- Peter Sawicki (* 1957), Arzt und Medizinwissenschaftler
- Janusz Skowron (1957–2019), Jazzmusiker
- Grzegorz Skrzecz (1957–2023), Boxer
- Paweł Skrzecz (* 1957), Boxer
- Magdalena Środa (* 1957), Philosophin, Professorin für Ethik und liberale Feministin
- Dariusz Twardoch (1957–2021), zeitgenössischer Maler, Illustrator und Dichter
- Dariusz Wódke (* 1957), Säbelfechter

##### 1958
- Zofia Bielczyk (* 1958), Hürdenläuferin
- Anna Mieszkowska (1958–2025), Theaterwissenschaftlerin und Journalistin
- Anna Nasiłowska (* 1958), Literaturhistorikerin, Literaturkritikerin, Prosaschriftstellerin und Lyrikerin
- Tomasz Pacyński (1958–2005), Science-Fiction-Schriftsteller

##### 1959
- Michał Janocha (* 1959), katholischer Geistlicher, Weihbischof in Warschau
- Jacek Kazimierski (* 1959), Fußballtorhüter
- Grzegorz Pojmański (* 1959), Astronom
- Andrzej Sosnowski (* 1959), Dichter, Literaturkritiker, Essayist und Übersetzer
- Monika Sznajderman (* 1959), Kulturanthropologin, Verlegerin und Autorin
- Krzysztof Zawadzki (* 1959), Jazzmusiker

##### 1960
- Maciej Deja (* 1960), zeitgenössischer Maler
- Jacek Gutowski (1960–1996), Gewichtheber
- Maciej Orłoś (* 1960), Schauspieler
- Piotr Pawlukiewicz (1960–2020), römisch-katholischer Priester und Autor
- Andrzej Stasiuk (* 1960), Autor, Journalist und Literaturkritiker
- Albert Wiederspiel (* 1960), Filmwissenschaftler

#### 1961 bis 1970
- Krzysztof Bąkowski (* 1961), Geiger
- Jacek Grudzień (* 1961), Komponist
- Ewa Gruza (* 1961), Juristin und Kriminologin
- Tomasz Paczewski (* 1961), Bildender Künstler, Maler und Grafiker
- Kuba Sienkiewicz (* 1961), Rockmusiker, Singer-Songwriter, Komponist, Autor und Neurologe
- Agnieszka Brustman (* 1962), Schachspielerin
- Marek Jan Chodakiewicz (* 1962), Historiker
- Dariusz Dziekanowski (* 1962), Fußballspieler
- Barbara Engelking (* 1962), Holocaustforscherin und Universitätsprofessorin
- Katarzyna Figura (* 1962), Schauspielerin
- Jan Grabowski (* 1962), Historiker
- Beata Molak (* 1962), Sängerin und Songwriterin
- Tomasz Adam Nowak (* 1962), Organist und Hochschullehrer
- Malgorzata Peszynska (* 1962), polnisch-amerikanische Mathematikerin und Hochschullehrerin
- Dariusz Wdowczyk (* 1962), Fußballspieler und -trainer
- Dawid Bieńkowski (* 1963), Schriftsteller
- Andrzej Jakimowski (* 1963), Filmregisseur und Drehbuchautor
- Agata Karczmarek (1963–2016), Weitspringerin
- Krzysztof Król (* 1963), Politiker
- Robert Majewski (* 1963), Jazzmusiker
- Uwe-Jens Mey (* 1963), Eisschnellläufer
- Adam Piechowicz (* 1963), Politiker
- Kazik Staszewski (* 1963), Rock/Punk/Rap-Sänger, Texter und Saxophonist
- Igor Witkowski (* 1963), Journalist, Autor, Militärhistoriker und Ufologe
- Sylwia Zytynska (* 1963), Schlagwerkerin, Komponistin
- Radek Knapp (* 1964), Schriftsteller
- Marcin Pałys (* 1964), Chemiker, Rektor der Universität Warschau
- Zyta Rudzka (* 1964), Psychotherapeutin und Schriftstellerin
- Jarosław Siwiński (* 1964), Komponist und Pianist
- Andrzej Anusz (* 1965), Politiker
- Edyta Bartosiewicz (* 1965), Sängerin, Komponistin und Songwriterin
- Krzysztof Ibisz (* 1965), Schauspieler, Fernsehmoderator, Journalist und Produzent
- Adam Krzesiński (* 1965), Fechter
- Janusz Olech (* 1965), Säbelfechter
- Maciej Szczęsny (* 1965), Fußballspieler
- Piotr Czachowski (* 1966), Fußballspieler
- Edyta Jungowska (* 1966), Schauspielerin
- Karol Karski (* 1966), Politiker
- Paweł Lisicki (* 1966), Journalist und Essayist
- Paweł Machcewicz (* 1966), Historiker
- Anna Nowak (* 1966), Schauspielerin
- Beata Szalwinska (* 1966), Konzertpianistin
- Kazimiera Szczuka (* 1966), Literaturhistorikerin, Fernsehjournalistin und Feministin
- Hubert Urbański (* 1966), Schauspieler, Journalist und Moderator
- Artur Żmijewski (* 1966), Künstler
- Paweł Althamer (* 1967), Künstler
- Michał Cichy (* 1967), Schriftsteller und Publizist
- Kamila Gradus (* 1967), Marathonläuferin
- Goshka Macuga (* 1967), polnisch-britische Konzeptkünstlerin
- Katarzyna Piekarska (* 1967), Politikerin
- Maciej Śliwowski (* 1967), Fußballspieler
- Andrzej Gołota (* 1968), Boxer
- Anna Korcz (* 1968), Schauspielerin
- Marcin Korolec (* 1968), Umweltminister
- Piotr Rubik (* 1968), Komponist und Cellist
- Piotr Uklański (* 1968), Fotograf, Video- und Installationskünstler
- Krzysztof Varga (* 1968), Schriftsteller, Literaturkritiker und Feuilletonist
- Hanna Wróblewska (* 1968), Kunsthistorikerin, Kuratorin und Museumsdirektorin
- Greg Zglinski (* 1968), Filmregisseur
- Piotr Anderszewski (* 1969), Pianist
- Dariusz Banaszek (* 1970), Radrennfahrer
- Sławomir Fabicki (* 1970), Filmregisseur und Drehbuchautor
- Paweł Gancarczyk (* 1970), Musikwissenschaftler
- Artur Górski (1970–2016), Publizist und Politiker
- Anna Maria Jopek (* 1970), Sängerin
- Paweł Nastula (* 1970), Judoka
- Katarzyna Pełczyńska-Nałęcz (* 1970), Soziologin, Politologin und Osteuropaexpertin
- Piotr Rowicki (* 1970), Fußballspieler
- Agnieszka Wagner (* 1970), Schauspielerin

#### 1971 bis 1980
- Jacek Cichocki (* 1971), Politiker, Innenminister
- Tomasz Lipiec (* 1971), Geher, Journalist und Politiker
- Dominika Ostałowska (* 1971), Schauspielerin
- Grzegorz Marek Poznański (* 1971), Karrierediplomat und Angehöriger des öffentlichen Dienstes
- Beata Syta (* 1971), Badmintonspielerin
- Maciej Zieliński (* 1971), polnischer Komponist
- Piotr Adamczyk (* 1972), Schauspieler
- Piotr Cywiński (* 1972), Museumsleiter des KZ Auschwitz-Birkenau
- Wojciech Kowalczyk (* 1972), Fußballspieler
- Michał Kamiński (* 1972), Politiker
- Magdalena Willems-Pisarek (* 1972), Kunstmalerin
- Sidney Polak (* 1972), Rockmusiker und Schlagzeuger
- Rafał Trzaskowski (* 1972), Stadtpräsident von Warschau
- Marcin Wicha (1972–2025), Grafiker, Feuilletonist und Schriftsteller
- Michał Żebrowski (* 1972), Schauspieler
- Jowita Budnik (* 1973), Schauspielerin
- Rafał Jewtuch (* 1973), Snookerspieler
- Monika Krzywkowska (* 1973), Schauspielerin
- Robert Sycz (* 1973), Ruderer
- Daniel Bogusz (* 1974), Fußballspieler
- Małgorzata Dydek (1974–2011), Basketballspielerin
- Thomas Gruberski (* 1974), Komponist und Musiker
- Magdalena Rzeczkowska (* 1974), Zoll- und Steuerbeamtin
- Tomasz Sulej (* 1974), Paläontologe
- Michał Tokaj (* 1974), Jazzmusiker
- Martyna Wojciechowska (* 1974), Bergsteigerin und Moderatorin
- Patryk Zakrocki (* 1974), Improvisationsmusiker
- Iwona Dzięcioł (* 1975), Bogenschützin
- Tomasz Golka (* 1975), Dirigent und Komponist
- Jakub Kumoch (* 1975), Diplomat, Journalist, Politologe
- Mateusz Kusznierewicz (* 1975), Segler
- Barbara Nowacka (* 1975), Politikerin und Feministin
- Krzysztof Nowak (1975–2005), Fußballspieler
- Maria Seweryn (* 1975), Schauspielerin
- Natalia Kukulska (* 1976), Pop-Sängerin
- Zygmunt Miłoszewski (* 1976), Schriftsteller und Journalist
- Magdalena Nowicka (* 1976), Soziologin
- Aneta Panek (* 1976), Filmemacherin und Performancekünstlerin
- Jacek Sienkiewicz (* 1976), DJ und Produzent
- Aga Zaryan (* 1976), Sängerin
- Marcin Żewłakow (* 1976), Fußballspieler
- Michał Żewłakow (* 1976), Fußballspieler
- Justyna Bargielska (* 1977), Dichterin, Prosaschriftstellerin und Dramatikerin
- Maria Cześnik (* 1977), Triathletin
- Piotr Długosielski (* 1977), Sprinter
- Alexander Gebert (* 1977), Cellist und Hochschullehrer
- Michał Górczyński (* 1977), Bassklarinettist, Improvisationsmusiker und Komponist
- Paulina Holtz (* 1977), Schauspielerin
- Marcin Horecki (* 1977), Pokerspieler
- Bartosz Kizierowski (* 1977), Schwimmer
- Bartosz Kowalski-Banasewicz (* 1977), Komponist
- Bartłomiej Macieja (* 1977), Schachspieler
- Michał Miśkiewicz (* 1977), Jazzmusiker
- Michał Szczerba (* 1977), Politiker
- Natasza Urbańska (* 1977), Schauspielerin, Sängerin, Tänzerin, TV-Moderatorin
- Patryk Vega (* 1977), Regisseur, Drehbuchautor und Filmproduzent
- Joanna Dworakowska (1978–2024), Schachspielerin
- Małgorzata Glinka (* 1978), Volleyballspielerin
- Tomasz Jarzębowski (* 1978), Fußballspieler
- Tomasz Kwiatkowski (* 1978), Fußballschiedsrichter
- Anna Powierza (* 1978), Schauspielerin
- Monika Soćko (* 1978), Schachspielerin
- Paweł Sołtys (* 1978), Musiker und Schriftsteller
- Anna Gebert (* 1979), Violinistin
- Agnieszka Grochowska (* 1979), Schauspielerin
- Bodek Janke (* 1979), Schlagzeuger und Perkussionist
- Anna Jurkun (* 1979), Squashspielerin
- Gaba Kulka (* 1979), Singer-Songwriterin
- Joanna Krupa (* 1979), Model und Schauspielerin
- Peter Luczak (* 1979), Tennisspieler
- Albert Sosnowski (* 1979), Profiboxer
- Zbych Trofimiuk (* 1979), Schauspieler
- Joanna Wajs (* 1979), Schriftstellerin, Literaturkritikerin und -Übersetzerin
- Klaudia Schanna Botschar (* 1980), russische Schauspielerin
- Mariusz Fyrstenberg (* 1980), Tennisspieler
- Maciek Gracz (* 1980), Pokerspieler
- Mikołaj Łoziński (* 1980), Schriftsteller und Fotograf
- Anna Mucha (* 1980), Schauspielerin und Journalistin
- Grzegorz Tkaczyk (* 1980), Handballspieler
- Krzysztof Tyszkiewicz (* 1980), Politiker
- Karolina Wigura (* 1980), Soziologin, Ideenhistorikerin und Journalistin

#### 1981 bis 1990
- Jan Dziedziczak (* 1981), Politiker
- Julia Kijowska (* 1981), Schauspielerin
- Marcin Kuś (* 1981), Fußballspieler
- Agnieszka Łada (* 1981), Politologin
- Iweta Rajlich (* 1981), Schachspielerin
- Krzysztof Włodarczyk (* 1981), Boxer
- Katarzyna Cichopek (* 1982), Schauspielerin
- Danuta Dmowska-Andrzejuk (* 1982), Degenfechterin
- Rafał Górecki (* 1982), Snookerspieler
- Karolina Łukasik (* 1982), Boxerin
- Marcin Masecki (* 1982), Pianist, Komponist
- Jacek Namysłowski (* 1982), Jazzmusiker
- Rafał Sarnecki (* 1982), Jazzmusiker
- Kamila Skolimowska (1982–2009), Hammerwerferin
- Anna Zamecka (* 1982), Filmemacherin
- Stanisław Łubieński (* 1983), Schriftsteller und Kulturwissenschaftler
- Natalia Mateo (* 1983), Jazzsängerin
- Katarzyna Skowrońska (* 1983), Volleyballspielerin
- Maciej Ustynowicz (* 1983), Eisschnellläufer
- Maja Włoszczowska (* 1983), Mountainbike-Marathon-Fahrerin
- Marcin Brzeziński (* 1984), Ruderer
- Paweł Kieszek (* 1984), Fußballtorhüter
- Weronika Rosati (* 1984), Schauspielerin
- Mateusz Smoczyński (* 1984), Geiger und Komponist
- Mateusz Banasiuk (* 1985), Filmschauspieler
- Mateusz Bartel (* 1985), Schachspieler
- Monika Köppl-Turyna (* 1985), Wirtschaftswissenschafterin, Hochschullehrerin
- Konrad Niedźwiedzki (* 1985), Eisschnellläufer
- Alicja Rosolska (* 1985), Tennisspielerin
- Marta Domachowska (* 1986), Tennisspielerin
- Magdalena Finke (* 1986), deutsche politische Beamtin
- Łukasz Moreń (* 1986), Badmintonspieler
- Zofia Noceti-Klepacka (* 1986), Windsurferin
- Kaja Paschalska (* 1986), Schauspielerin
- Natalia Rybicka (* 1986), Schauspielerin
- Beata Zawadzka (* 1986), Schachspielerin
- Luiza Złotkowska (* 1986), Eisschnellläuferin
- Zbigniew Bartman (* 1987), Volleyballspieler
- Daniel Sikorski (* 1987), österreichischer Fußballspieler
- Piotr Stramowski (* 1987), Schauspieler
- Marta Gardolińska (* 1988), Dirigentin
- Patricia Kazadi (* 1988), Schauspielerin, Sängerin und Moderatorin
- Robert Lewandowski (* 1988), Fußballspieler
- Agata Tarczyńska (* 1988), Fußballspielerin
- Piotr Wyszomirski (* 1988), Handballtorhüter
- Bonus RPK (* 1989), Rapper
- Karol Hoffmann (* 1989), Leichtathlet
- Maciej Sulęcki (* 1989), Boxer
- Katarzyna Woźniak (* 1989), Eisschnellläuferin
- Monika Borzym (* 1990), Jazzmusikerin
- Kinga Gajewska (* 1990), Politikerin
- Anna Kiełbasińska (* 1990), Leichtathletin
- Agnieszka Kobus (* 1990), Ruderin
- Jakub Kosecki (* 1990), Fußballspieler
- Artur Nogal (* 1990), Eisschnellläufer
- Łukasz Ojdana (* 1990), Jazzmusiker
- Bartek Pacuszka (* 1990), Fußballspieler
- Wojciech Szczęsny (* 1990), Fußballspieler
- Aleksandra Szwed (* 1990), Schauspielerin, Sängerin und Moderatorin

#### 1991 bis 2000
- Filip Komorski (* 1991), Eishockeyspieler
- Michał Kucharczyk (* 1991), Fußballspieler
- Rafał Mokrzycki (* 1991), Pianist
- Mateusz Możdżeń (* 1991), Fußballspieler
- Jakub Śmiechowski (* 1991), Autorennfahrer
- Maria Dębska (* 1992), Schauspielerin
- Marcin Krukowski (* 1992), Leichtathlet
- Michalina Olszańska (* 1992), Schauspielerin und Musikerin
- Eliza Rycembel (* 1992), Schauspielerin
- Tola Klara Szlagowska (* 1992), Sängerin (Blog 27)
- Aleksandra Wachowicz (* 1992), Beachvolleyball- und Volleyballspielerin
- Michał Zieliński (* 1992), Snookerspieler
- Michał Żyro (* 1992), Fußballspieler
- Karolina Batożyńska (* 1993), Biathletin
- Tadeusz Łysiak (* 1993), Regisseur und Drehbuchautor
- Szymon Pośnik (* 1993), Ruderer
- Filip Starzyński (* 1993), Eishockeyspieler
- Barbara Zima (* 1993), Handballspielerin
- Kamil Mazek (* 1994), Fußballspieler
- Adam Dźwigała (* 1995), Fußballspieler
- Kacper Filipiak (* 1995), Snookerspieler
- Zofia Wichłacz (* 1995), Schauspielerin
- Damian Gąska (* 1996), Fußballspieler
- Max Stryjek (* 1996), Fußballtorhüter
- Jan Zieliński (* 1996), Tennisspieler
- Stanisław Aniołkowski (* 1997), Radrennfahrer
- Norbert Banaszek (* 1997), Radrennfahrer
- Hubert Hurkacz (* 1997), Tennisspieler
- Roman Jalowenko (* 1997), ukrainischer Fußballspieler
- Sanah (* 1997), Sängerin, Songwriterin und Violinistin
- Mateusz Wieteska (* 1997), Fußballspieler
- Łukasz Gutkowski (* 1998), Moderner Fünfkämpfer
- Julia Wieniawa (* 1998), Schauspielerin und Sängerin
- Adam Chrzanowski (* 1999), Fußballspieler
- Tomasz Kucz (* 1999), Fußballtorhüter
- Luna (* 1999), Sängerin
- Aleksandra Płocińska (* 1999), Mittelstreckenläuferin
- Rafał Prokopczuk (* 1999), Volleyballspieler
- Zofia Stafiej (* 1999), Schauspielerin
- Weronika Zawistowska (* 1999), Fußballspielerin
- Daniel Michalski (* 2000), Tennisspieler
- Suzanna von Nathusius (* 2000), Schauspielerin

### 21. Jahrhundert
- Pia Skrzyszowska (* 2001), Leichtathletin
- Iga Świątek (* 2001), Tennisspielerin
- Adriana Wełna (* 2001), Volleyballspielerin
- Max Boruc (* 2002), polnisch-schwedischer Fußballspieler
- Maks Kaśnikowski (* 2003), Tennisspieler
- Sławomir Abramowicz (* 2004), Fußballspieler
- Pola Geiger (* 2004), Schauspielerin
- Emilia Dankwa (* 2005), Schauspielerin und Model
- Natalia Okla (* 2005), Beachvolleyballspielerin
- Malwina Rowinska (* 2005), Tennisspielerin

## Persönlichkeiten, die vor Ort gewirkt haben
- Alexander Wassiljewitsch Suworow (1730–1800), verantwortlich für Massaker von Warschau
- Jakob Friedrich Hoffmann (1758–1830), Arzt, Apotheker und Botaniker
- Karl Gottlob Francke (1807–1861), deutscher Chirurg und Hochschullehrer, war Militärarzt in Warschau sowie anschließend in den Krankenhäusern von Warschau
- Bolesław Prus (1847–1912), Schriftsteller, Warschauer Roman „Die Puppe“
- Ludwik Lejzer Zamenhof (1859–1917), Begründer der Plansprache Esperanto
- Aleksander Kakowski (1862–1938), Erzbischof von Warschau und Kardinal
- Stefan Żeromski (1864–1925), Schriftsteller, seit 1897 in Warschau
- Gabriel Narutowicz (1865–1922), erster Präsident von Polen, ermordet in Warschau
- Władysław Reymont (1867–1925), Schriftsteller und Nobelpreisträger
- Esther Rachel Kamińska (1870–1925), Schauspielerin
- Stanisław Żukowski (1873–1944), Maler
- Ladislaus Pilars de Pilar (1874–1952), polnischer Schriftsteller und Industrieller
- Tadeusz Komorowski (1895–1966), Oberbefehlshaber der Polnischen Heimatarmee
- August Agbola O’Browne (1895–1976), nigerianischstämmiger Jazzmusiker und Soldat der Polnischen Heimatarmee
- Władysław Broniewski (1897–1962), Dichter
- Jan Brzechwa (1898–1966), Dichter, Kinderbuchautor und Übersetzer
- Leopold Okulicki (1898–1946?), Oberbefehlshaber der Polnischen Heimatarmee
- Erich von dem Bach-Zelewski (1899–1972), verantwortlich für Massenmorde der SS
- Eugeniusz Bodo (1899–1943?), Schauspieler und Sänger
- Ida Kamińska (1899–1980), Schauspielerin
- Stefan Wyszyński (1901–1981), Primas von Polen
- Isaac Bashevis Singer (1902–1991), Schriftsteller (Jiddisch) und Nobelpreisträger
- Witold Gombrowicz (1904–1969), Schriftsteller und Dramaturg
- Franz Kutschera (1904–1944), SS- und Polizeiführer „Warschau“
- Józef Rotblat (1908–2005), polnisch-britischer Physiker und Nobelpreisträger
- Stanisław Jerzy Lec (1909–1966), Lyriker und Satiriker
- Władysław Szpilman (1911–2000), Komponist, Pianist und Autor der Autobiographie Der Pianist
- Nina Andrycz (1912–2014), Schauspielerin und Schriftstellerin
- Leonid Hurwicz (1917–2008), US-amerikanischer Wirtschaftswissenschaftler und Nobelpreisträger
- Ryszard Kapuściński (1932–2007), Schriftsteller und Journalist